# Christian Keferstein
Christian Keferstein, född 20 januari 1784 i Halle an der Saale, död 26 augusti 1866, var en tysk geolog och mineralog.
Keferstein utgav bland annat Geschichte und Literatur der Geognosie (1840), under många år ett huvudarbete på detta område, och Mineralogia polyglotta (1849), en sammanställning av mineralnamn från inemot 100 olika språk, samt, med beskrivande text, kartverket Deutschland, geognostisch-geologisch dargestellt (sju band; 1821-31), föregånget av en geognostisk översiktskarta över Tyskland (1821), den första i sitt slag. Han författade även ett antal etnografiska arbeten.